# Percina macrocephala
Percina macrocephala és una espècie de peix de la família dels pèrcids i de l'ordre dels perciformes.

## Morfologia
Els mascles poden assolir els 12 cm de longitud total.

## Alimentació
Menja crancs petits i nimfes d'efemeròpters.

## Hàbitat
És un peix d'aigua dolça, bentopelàgic i de clima temperat (42°N-36°N).

## Distribució geogràfica
Es troba a Nord-amèrica: conca del riu Ohio des de Nova York i Carolina del Nord fins a Kentucky i Tennessee (els Estats Units).